# Lysimachia
Pour les articles homonymes, voir Lysimaque (homonymie).
Genre
Classification APG (1998)
Classification APG IV (2016)
Lysimachia (les lysimaques) est un genre de plantes à fleurs de la famille des primulacées selon l'APG III, l'APG IV ou la classification classique de Cronquist (1981). Ce genre était auparavant considéré comme appartenant à la famille des myrsinacées, d'après la classification phylogénétique APG (1998) et la classification phylogénétique APG II (2003).
Ce sont des plantes herbacées, à fleurs généralement jaunes, au port rampant ou érigé.

## Étymologie
Lusimachion était l'ancien nom grec, de lysis (dissoudre, terminer) et mache (différent)[Information douteuse] ; allusion aux qualités supposées calmantes de certaines espèces, ou, selon certains auteurs, dédié à Lysimaque, médecin de l'antiquité, fils d'un roi de Sicile.

## Principales espèces

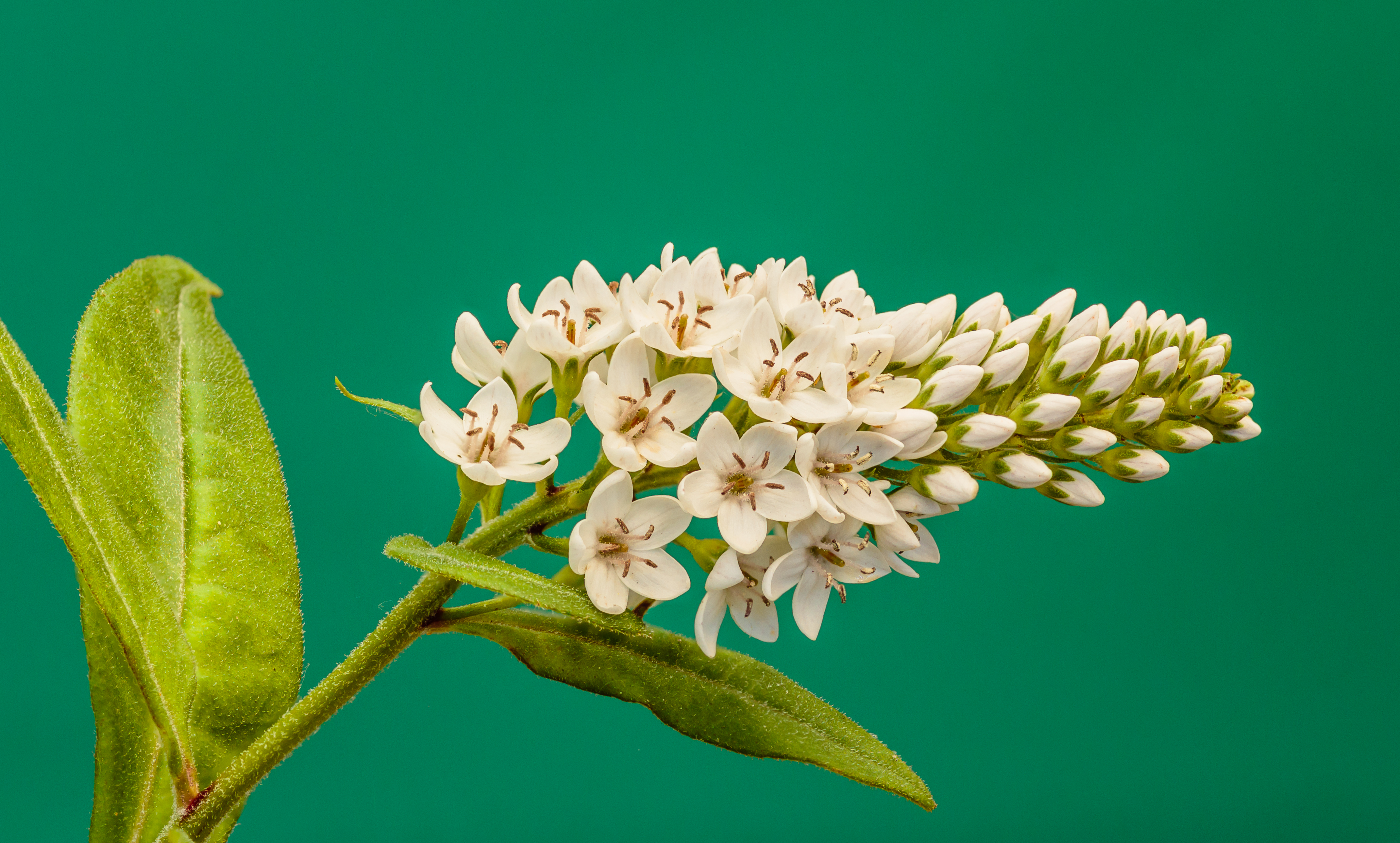
Fleur de Lysimachia clethroides, en Aout 2020.

- Lysimachia arvensis - (Syn. Anagallis arvensis L.) - Mouron rouge
- Lysimachia ciliata L. - Lysimaque ciliée
- Lysimachia clethroides Duby
- Lysimachia congestiflora
- Lysimachia foemina (Mill.) U.Manns & Anderb (Syn. Anagallis foemina Mill.) - Mouron bleu
- Lysimachia maritima (L.) Galasso, Banfi & Soldano, 2005 - Glaux maritime
- Lysimachia nemorum L. - Lysimaque des bois
- Lysimachia nummularia L. - Lysimaque nummulaire
- Lysimachia punctata L. - Lysimaque ponctuée
- Lysimachia quadrifolia L.
- Lysimachia sertulata Baudo (Melilukul)
- Lysimachia tenella L. - (Syn. Anagallis tenella (L.) L.) - Mouron délicat
- Lysimachia terrestris (L.) Britton et al. - Lysimaque terrestre
- Lysimachia thyrsiflora L. (Syn. Naumburgia thyrsiflora (L.) Rchb. - Lysimaque à fleurs en épi
- Lysimachia vulgaris L. - Lysimaque commune